# Antoine Wehrer
Antoine Wehrer (ur. 2 lutego 1890 w Mamer, zm. ?) – luksemburski gimnastyk, olimpijczyk.
Uczestniczył w rywalizacji na V Igrzyskach olimpijskich rozgrywanych w Sztokholmie w 1912 roku. Startował tam w trzech konkurencjach gimnastycznych. W wieloboju indywidualnym zajął najwyższe wśród luksemburskich gimnastyków 15. miejsce na 44 startujących zawodników. W wieloboju drużynowym w systemie standardowym zajął z drużyną czwarte miejsce pokonując jedynie drużynę niemiecką. W wieloboju drużynowym w systemie wolnym zajął wraz z drużyną ostatnie, piąte miejsce.